# Slag bij Seneffe
De Slag bij Seneffe is een veldslag die op 11 augustus 1674 nabij Seneffe werd geleverd tussen een Frans leger onder maarschalk Condé en een geallieerd Nederlands-Spaans-Oostenrijks-Duits leger onder stadhouder Willem III en vond plaats tijdens de Hollandse Oorlog. De slag bleef onbeslist.
In feite was de slag bij Seneffe een veldslag die bestond uit drie grote gevechten bij Seneffe, het klooster van Saint-Nicolas-aux-Bois en bij het dorp Fayt.

## Aanloop

### Voorbereidingen
Nadat de Vrede van Westminster in 1674 was gesloten ondervond de Nederlandse handelsvloot alleen nog last van Franse kapers. Vanwege dit gevaar gingen de Hollandse kooplieden akkoord met het financieren van een veldtocht van Willem III van Oranje in de Spaanse Nederlanden om hiermee de Fransen tot vrede te kunnen dwingen.
In aanloop na de veldtocht verliep de samenwerking tussen Willem III en de Oostenrijkse bevelhebber, Jean-Louis Raduit de Souches, vrij moeizaam en het Oostenrijkse leger bleef aan de rechteroever van de Maas. Er werd overeengekomen dat in de Spaanse Nederlanden 30.000 Nederlandse troepen werden ingezet naast, 10 tot 12.000 Spanjaarden onder de Graaf van Monterrey en 30.000 onder Souches.
Het was voor Lodewijk XIV vrij makkelijk om de tactiek van de geallieerden in de war te brengen. Hij gaf Turenne de opdracht om het keizerlijke leger van Bournonville bij gedeelten te verslaan. Condé kreeg het commando over een leger van 50.000 soldaten in de Spaanse Nederlanden om daar het initiatief van de geallieerden te ontnemen en mocht slag leveren indien die kans zich voordeed.

### Veldtocht
Zowel Monterrey als de Nederlandse generaal Waldeck waren het over eens dat Condé naar de Franse grens moest worden teruggedreven. Het Franse leger was groter dan gedacht waarop Waldeck contact zocht met Souches, maar diens leger was aardig verzwakt na de Slag bij Sinsheim. Op 28 juli arriveerde Souches met 8.000 kurassiers bij Perwez. Vervolgens wisten Willem III, Waldeck en Monterrey Souches ook zo ver te krijgen om zijn infanterie de Maas over te sturen. Het geallieerde leger arriveerde vervolgens op 9 augustus bij Seneffe.
Het geallieerde leger zette vervolgens zijn mars naar de Franse grens voort om Condé af te snijden van zijn aanvoerlijnen. Hierdoor ontstond er een langgerekte colonne waarbij de keizerlijken in de voorhoede stonden, de Nederlanders in het midden en de Spanjaarden in de achterhoede. Bij Seneffe lieten de geallieerden een kleine dekkingsmacht achter van 4.000 soldaten onder leiding van Karel Hendrik van Vaudemont.

## Slag

### Seneffe
Condé gaf op 11 augustus om tien uur 's ochtends het sein voor de aanval en overviel met zijn leger de troepen van Vaudemont. Zodra Willem III dit nieuws vernam stuurde hij twee regimenten ter ondersteuning naar Vaudemont. Deze regimenten stonden onder de leiding van Willem Maurits van Nassau-Siegen en deze kreeg het bevel om tot de laatste man stand te houden bij de brug over de Samme. Met deze actie hoopte Willem III de nodige tijd te kopen om zijn marscolonne in slagorde te laten opstellen.
Vaudemont stelde vervolgens zijn cavalerie achter de infanterie op zodat deze het Franse leger nog een tijd konden ophouden zodra ze brug en het dorp hadden veroverd. De soldaten van Willem-Maurits wisten de Franse aanvallen ruim een uur te weerstaan. Het Franse leger wist een doorwaadbare plek te vinden en viel Nassaus troepen vervolgens vanaf de flank aan. Uiteindelijk moest Vaudemonts volledige korps voor de Fransen wijken. De infanterie hield iets langer stand, maar nadat de Fransen Seneffe begonnen te bombarderen gaf de prins van Nassau-Siegen zich over.

### Saint-Nicolas-aux-Bois

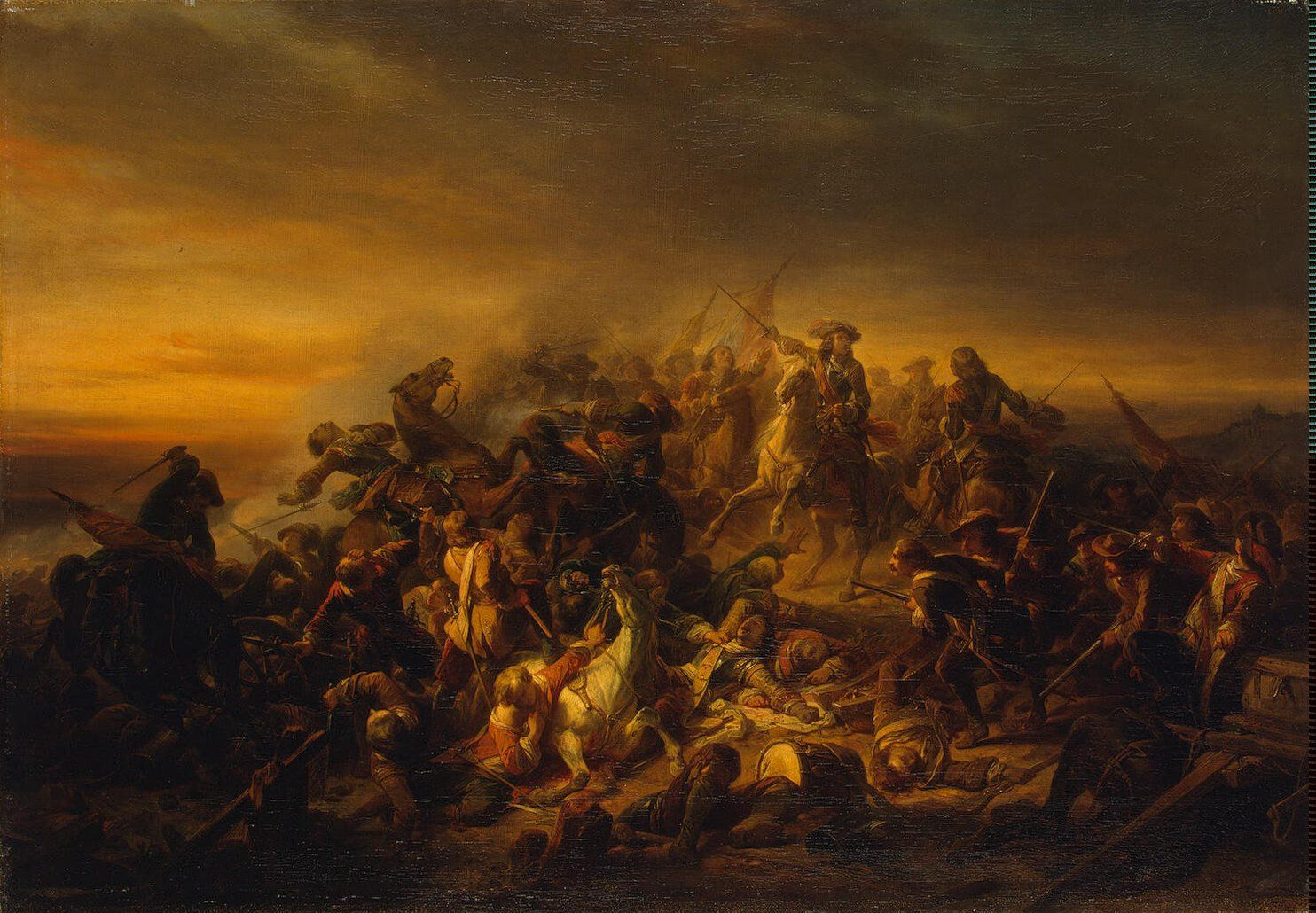
Willem III tijdens de slag bij Seneffe, geschilderd door Nicaise De Keyser.

Rondom de tuinen van het klooster bij Saint-Nicolas-aux-Bois stelde Willem III een nieuwe slagorde op met behulp van zijn medecommandanten Waldeck, Gurrea en Aylva. De Nederlandse infanteristen hielden lange tijd stand tegen de aanvallen, maar nadat de Spaanse aanvoerder Pedro de Acuña y Meneses dodelijk gewond raakte, liep het mis. De cavalerie sloeg op de vlucht en reed dwars door de infanterieregimenten heen. Waarop ook zij moesten vluchten. Coenraad Droste wist een deel van de infanterie te hergroeperen.

### Fayt

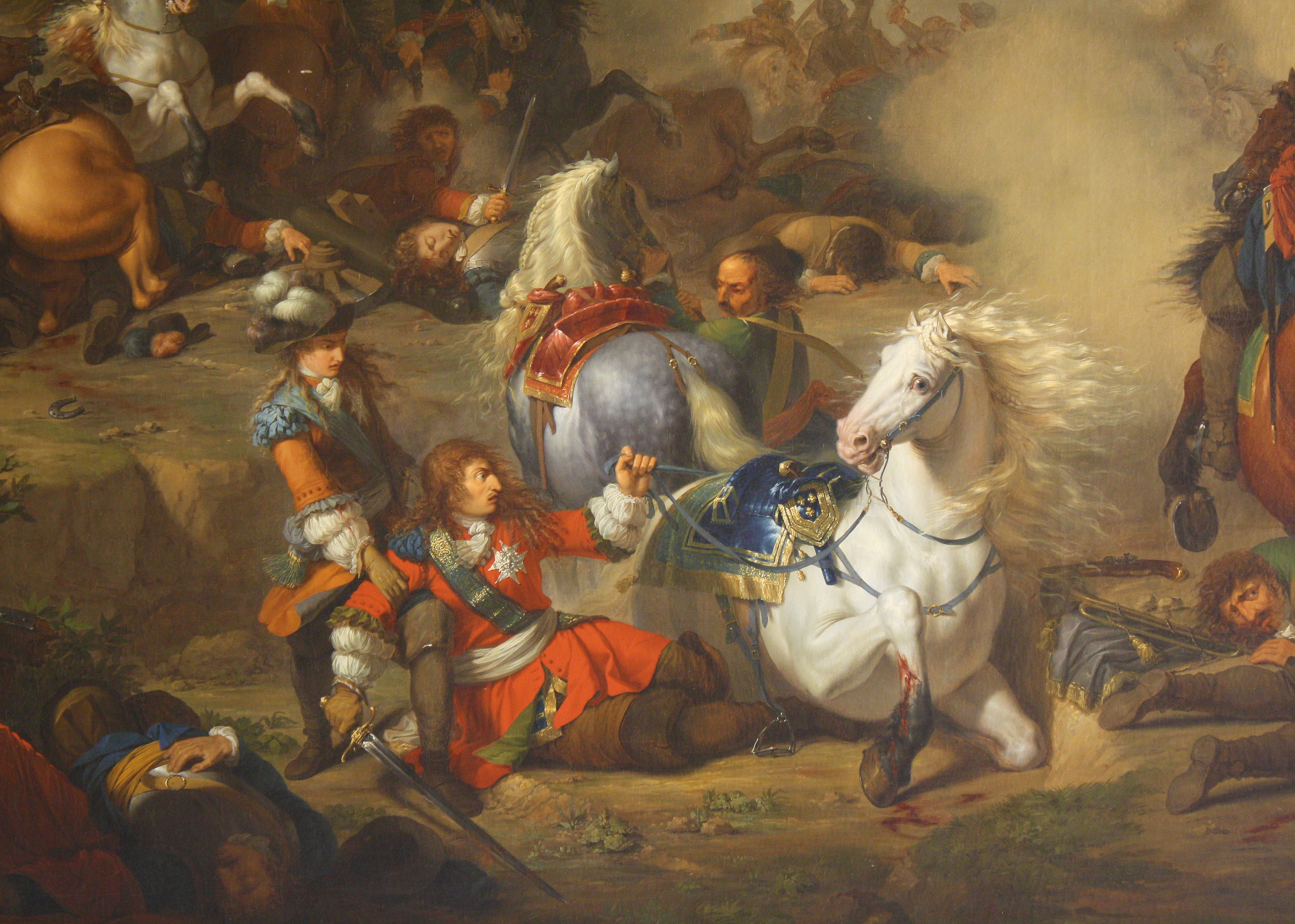
De Grote Condé wordt tijdens de slag geholpen door zijn zoon Hendrik Julius, geschilderd door Bénigne Gagnereaux.

Het offer van de soldaten bij Saint-Nicolas-aux-Bois was genoeg geweest voor Willem III om een allerlaatste slagorde op te werpen bij Fayt-lez-Manage. Inmiddels was het middag geworden en arriveerden ook de troepen van Souches op het slagveld die zich vervolgens bij de Nederlandse troepen voegden. Condé wilde nu het hele geallieerde leger van achteren oprollen en hij verkeerde in de onjuiste veronderstelling dat het geallieerde leger trachtte te ontkomen naar Bergen. Zodoende zette hij een wilde achtervolging in. Hij gaf zijn twee onderbevelhebbers, Luxembourg en de hertog van Navailles, de opdracht om de vleugels van het leger aan te vallen. Zelf zou Condé de aanval op het dorp leiden.
Hierop volgde een grote slachting. De Nederlandse infanterie loste salvo na salvo en de Hollandse Garde kreeg het zwaar te verduren. De Fransen wisten een paar kanonnen buit te maken en een geallieerde tegenaanval onder leiding van Chavagnac maakte ze weer buit. Uiteindelijk was Condé rond negen uur 's avonds gedwongen om de aanval op Fayt te staken. Luxembourg had al eerder zijn aanval moeten afbreken en Navailles was in zijn opmars vastgelopen. Het schieten zou nog twee uur doorgaan.

## Rol van de mariniers
Na eerder primair op zee en bij amfibische operaties te zijn ingezet, werden de mariniers voor het eerst op land ingezet. De twee mariniersregimenten onder leiding van de kolonels François Abrahamszoon Palm en George Johan van Weede, samen zo’n 3000 man sterk, behoorden tot de keurtroepen van het Staatse leger. Tijdens de slag bij Seneffe raakte kolonel François Palm gewond en overleed kort daarna te Bergen (Henegouwen). Hij kreeg een staatsbegrafenis in Dordrecht.

## Nasleep
Tijdens de veldslag hadden beide legers zware verliezen geleden. Volgens moderne ramingen moet het totale dodenaantal meer dan 7.000 hebben bedragen. Feuquieres noemde in de zeventiende eeuw een getal van 26.000 tot 27.000 doden, maar dit moeten het totaal aantal doden en gewonden zijn geweest volgens historicus Olaf van Nimwegen. Het totale aantal Franse slachtoffers lag tussen de 10.000 en 12.000 doden en gewonden en aan de geallieerde zijde 12.000 tot 15.000. Daarnaast waren 3.500 geallieerde soldaten door de Fransen gevangen genomen. De Fransen hadden bij de slachting zo'n duizend officieren verloren.
Condé kon na afloop van de slag pronken met een hoop buitgemaakte vaandels, maar dit kon niet verhullen dat hij zijn overwinningen bij Seneffe en Saint-Nicolas-aux-Bois 's avonds bij Fayt weer had verspeeld. Op zijn beurt eiste Willem III de overwinning van de slag bij Seneffe op en de Fransen konden niet zeggen dat hij daarin ongelijk had.
Na drie weken van rust hervatte Willem III zijn offensief, maar Souches weigerde mee te werken aan een invasie van Frankrijk. Vervolgens zegde hij wel zijn steun toe voor een belegering van Oudenaarde, maar opnieuw werkte Souches niet mee. Op 8 oktober vertrok Willem III dan ook naar Grave, dat al sinds eind juli belegerd werd.